# Флаг муниципального округа Бутырский
Флаг муниципального округа Буты́рский в Северо-Восточном административном округе города Москвы Российской Федерации — опознавательно-правовой знак, служащий официальным символом муниципального образования.
Ныне действующий флаг утверждён решением Совета депутатов муниципального округа Бутырский от 23 июля 2019 года № 01−04/12−4 и внесён в Государственный геральдический регистр Российской Федерации с присвоением регистрационного номера 12560.

## Описание
«Прямоугольное двухстороннее полотнище с отношением ширины к длине 2:3, воспроизводящее фигуры из герба муниципального округа Бутырский, выполненные красным, зелёным, белым и жёлтым цветом».
Описание герба: «В зелёном и червлёном скошенном слева поле — скачущий кентавр, имеющий золотую человеческую и серебряную конскую части, обернувшийся и стреляющий назад золотой стрелой из такого же лука».

## Обоснование символики
Флаг муниципального округа Бутырский создан на основе герба муниципального округа Бутырский и повторяет его символику. В свою очередь, герб муниципального округа Бутырский создан на основе герба муниципального образования Бутырское, с сохранением скошенного составного поля и фигур кентавра, лука и стрелы.
Первое поселение на территории муниципального округа Бутырский появилось в XIV веке, во времена правления Ивана I Калиты. В старину «бутырками» называли небольшие селения, отделённые от города лесом или полем. Таким селением вплоть до XVIII века оставался Бутырский хутор. Здесь находилась деревня Бутырка (Бутыркино), принадлежавшая боярину Никите Романовичу Захарьину, деду Михаила, первого царя из рода Романовых.
В 1667 году село Бутыркино было отдано «под селитьбу» солдатам Бутырского полка, названного 2-м Московским выборным полком солдатского строя — старейшего из всех регулярных полков русской пехоты. Бутырский полк был создан в 1642 году по указу царя Михаила Фёдоровича из числа московских стрельцов. Солдаты обучались немецкому строю и стрельбе из мушкетов, участвовали в боевых походах и несли службу в городских караулах и на торжественных церемониях. С 1687 по 1699 год полком командовал генерал Патрик (Пётр Иванович) Гордон. Шотландец по происхождению, он, благодаря своим военным познаниям и личной преданности, стал учителем и сподвижником юного царя Петра. 2-й Выборный полк Гордона и 1-й Лефортовский в дисциплине и строевой выучке не уступали лучшим полкам Европы. По их образцу создаются потешные полки Преображенский и Семёновский, образовавшие 3-й Выборный полк, а в 1700 году ставшие лейб-гвардией Петра I.
Бутырский полк участвовал в Чигиринских, Крымских и Азовских походах, сражался под Полтавой в 1709 году. Во время Семилетней войны с Пруссией полк участвовал в сражениях, его солдаты брали Берлин. После войны полк был переведён в Смоленск, потом часто менял места дислокации и название, но славные воинские традиции сохранялись и в конце XVIII века, и в следующем, XIX веке.
Кентавр символизирует силу, страсть, целеустремленность, энергичность, умение и мастерство человека, в единстве с мощью природных сил, стремящегося к познанию неведомого и преодолению преград в движении к победе.
Кентавр — фигура из герба Бутырского полка, Высочайше утверждённого 8 марта 1730 года и внесённого в Знамённый гербовник 1729—30 годов. Подлинное описание этого герба гласит: «В золотом щите, на красном поле, центавр, стреляющий золотой стрелой из золотого лука». Таким образом, во флаге муниципального округа Бутырский отражены его история, верность традициям и связь поколений.
Примененные во флаге цвета символизируют:
красный цвет — символ труда, мужества, жизнеутверждающей силы, красоты и праздника, кроме того, цвет герба Бутырского полка;
зелёный цвет — символ весны, природы, надежды, роста, здоровья, а также множества парков и зелёных насаждений на территории округа;
белый цвет (серебро) — символ чистоты, открытости, божественной мудрости, примирения;
жёлтый цвет (золото) — символ высшей ценности, величия, богатства, урожая.

## Первый флаг
Решением муниципального Собрания муниципального образования Бутырское от 30 сентября 2004 года № 8/2 был утверждён флаг муниципального образования Бутырское
Законом города Москвы от 11 апреля 2012 года № 11, муниципальное образование Бутырское было преобразовано в муниципальный округ Бутырский.
Флаг 2004 года считается памятником исторического и культурного наследия муниципального округа Бутырский в городе Москве.
Описание
«Флаг муниципального образования Бутырское представляет собой двустороннее, прямоугольное полотнище с соотношением сторон 2:3.
Полотнище флага разделено на верхнюю зелёную и нижнюю красную части чёрно-белой компонованной полосой из нижнего угла, прилегающего к древку. Ширина полосы составляет 1/40 длины (3/80 ширины) полотнища.
В зелёной части помещено изображение жёлтой дубовой ветви, габаритные размеры которой составляют 1/3 длины и 11/16 ширины полотнища. Центр изображения находится на расстоянии 5/24 длины полотнища от бокового края полотнища, прилежащего к древку, и на расстоянии 3/8 ширины полотнища от верхнего края полотнища.
В красной части помещено изображение жёлтого оглядывающегося кентавра, стреляющего из жёлтого лука. Габаритные размеры изображения составляют 2/5 длины и 3/5 ширины полотнища. Центр изображения находится на расстоянии 5/24 длины полотнища от бокового края полотнища, противолежащего древку, и на расстоянии 5/16 ширины полотнища от нижнего края полотнища».
Обоснование символики
Чёрно-белая полоса символизируют железнодорожные пути, окаймляющие территорию муниципального образования.
Дубовая ветвь в зелёной части флага указывает на большое количество зелёных насаждений в муниципальном образовании и напоминает о сельскохозяйственном прошлом местности.
Жёлтый оглядывающийся кентавр в красной части флага символизирует память о Бутырском полке, поскольку именно это изображение помещалось на знамени полка, размещавшегося в XVII веке в Бутырской слободе. Впоследствии изображение кентавра стало символом Бутырской слободы.